# Boudjellil (Tizi-Ouzou)
Pour les articles homonymes, voir Boudjellil.
Boudjellil  est l'un des quartiers du Aït Ouchène village kabyle de la commune algérienne d'Aghribs dans la wilaya de Tizi-Ouzou en Algérie. Le village fait partie de la confédération des Aït Djennad.

## Localisation
Le quartier de Boudjellil est situé à 6km de chef lieu communale d'Aghribs, 8 km de la Méditerranée, à 650 m d'altitude, proche du mont Tamgout.
Il est limité par les quartiers de village Aït Ouchène à savoir, Tabourth-T'feza à l'ouest, Aït Waârab au nord et à l'est, et par le village de Tamaassit au sud.

## Histoire
Le quartier de Boudjellil doit une partie de son histoire tumultueuse au souvenir des 40 IMENFEN[Quoi ?], les 40 bannis qui à leur tête le grand Hend Said Ou Abdoun du village d’Aggraraj, tint le maquis contre les troupes françaises de la fin du XIXe siècle au début du XXe[réf. nécessaire].

## Population
La population du village est estimée en 2006 à 1 900 habitants.